# Drott
Drott fue una figura establecida en la sociedad escandinava para designar a un señor de la guerra a finales del siglo II. El drott era principalmente una institución social, lo que dio lugar a un patrón de comportamiento en el que los guerreros seleccionaban al líder más hábil y le juraban lealtad. El drott era un título de respeto asignado, no heredado; y estos roles estaban separados. La figura de drott era mitificada con un lazo mutuo entre los señores y sus guerreros, donde se esperaba que murieran por su líder y éste recíprocamente junto a sus seguidores. Aunque su poder estaba limitado durante tiempos de paz, su prominencia no desaparecía al cesar las hostilidades.
En una de las piedras rúnicas alzadas para recordar a Val-Toke Gormsson, se le menciona como druhtinaz, y otras dos como drott, que era un título muy significativo y que aparece siempre en las estelas rúnicas  grabado junto a nombres de caudillos excepcionales, equivalente a jarl. La diferencia estriba que drott era un título para un comandante militar, mientras que jarl se refería a un gobernante sobre un territorio específico. En Heimskringla, por ejemplo, drott define a un señor de la guerra, pero estrechamente vinculado a la realeza, de sangre azul.
Con el advenimiento de la Era vikinga, el drott fue desapareciendo para dar espacio a los comandantes militares o hersir aunque todavía no se sometían directamente a la autoridad de un rey (konnungr).